# Ischnocampa lugubris
Ischnocampa lugubris är en fjärilsart som beskrevs av William Schaus 1892. Ischnocampa lugubris ingår i släktet Ischnocampa och familjen björnspinnare. Inga underarter finns listade i Catalogue of Life.